# 2016-os magyar férfi vízilabdakupa
A 2016-os magyar férfi vízilabdakupa (hivatalosan 2016. évi Férfi Vízilabda Magyar Kupa) a magyar vízilabda-bajnokság után a második legrangosabb hazai versenysorozat. A Magyar Vízilabda-szövetség írta ki és 18 csapat részvételével bonyolította le. A mérkőzéssorozat győztese a LEN-Európa-kupában indulhat, kivéve ha már a bajnokságban kiharcolta a LEN-bajnokok ligája részvételt. A kiírást a Szolnoki Dózsa-KÖZGÉP nyerte.

## Lebonyolítás
A versenysorozat lebonyolítása a következő volt:
| Forduló      | Sorsolás            | A mérkőzések időpontja  |
| ------------ | ------------------- | ----------------------- |
| Selejtezők   | 2016. augusztus 22. | 2016. szeptember 23-24. |
| Negyeddöntők | 2016. november 7.   | 2016. december 2-4.     |
| Négyes döntő | 2016. december 5.   | 2016. december 17-18.   |

## Selejtezők

### A-csoport
A mérkőzéseket a Kemény Dénes Városi Sportuszodában, Miskolcon rendezték.
| Team                         | Pld | W | D | L | GF | GA | GD  | Pts |
| ---------------------------- | --- | - | - | - | -- | -- | --- | --- |
| ZF-Eger                      | 4   | 4 | 0 | 0 | 64 | 30 | +34 | 12  |
| PannErgy-Miskolci VLC        | 4   | 3 | 0 | 1 | 47 | 30 | +17 | 9   |
| VasasPlaket                  | 4   | 2 | 0 | 2 | 49 | 49 | 0   | 6   |
| Kaposvári VK                 | 4   | 1 | 0 | 3 | 35 | 40 | −5  | 3   |
| UVSE Margitsziget (UVSE II.) | 4   | 0 | 0 | 4 | 29 | 75 | −46 | 0   |

### B-csoport
A mérkőzéseket a Kanizsa Uszoda és Strandfürdőben, Nagykanizsán rendezték.
| Team                  | Pld | W | D | L | GF | GA | GD  | Pts |
| --------------------- | --- | - | - | - | -- | -- | --- | --- |
| Szolnoki Dózsa-KÖZGÉP | 4   | 4 | 0 | 0 | 79 | 25 | +54 | 12  |
| RacioNet Honvéd       | 4   | 3 | 0 | 1 | 58 | 38 | +20 | 9   |
| UVSE                  | 4   | 2 | 0 | 2 | 46 | 53 | −7  | 6   |
| EBP Tatabánya         | 4   | 1 | 0 | 2 | 40 | 43 | −3  | 3   |
| Kanizsa VSE           | 4   | 0 | 0 | 4 | 20 | 84 | −64 | 0   |

### C-csoport
A mérkőzéseket az Abay Nemes Oszkár Sportuszodában, Pécsett rendezték.
| Csapat                   | Pld | W | D | L | GF | GA | GD  | Pts |
| ------------------------ | --- | - | - | - | -- | -- | --- | --- |
| A-HÍD OSC Újbuda         | 3   | 3 | 0 | 0 | 47 | 19 | +28 | 9   |
| ContiTech-Szeged Diapolo | 3   | 2 | 0 | 1 | 35 | 32 | +3  | 6   |
| KSI SE                   | 3   | 1 | 0 | 2 | 22 | 44 | −22 | 3   |
| PVSK-Mecsek Füszért      | 3   | 0 | 0 | 3 | 40 | 46 | −9  | 0   |

### D-csoport
A mérkőzéseket a Szőnyi úti uszodában, Budapesten rendezték.
| Csapat            | Pld | W | D | L | GF | GA | GD  | Pts |
| ----------------- | --- | - | - | - | -- | -- | --- | --- |
| FTC-PQS Waterpolo | 3   | 3 | 0 | 0 | 50 | 15 | +35 | 9   |
| BVSC-Zugló        | 3   | 1 | 1 | 1 | 28 | 26 | +2  | 4   |
| Debreceni VSE     | 3   | 1 | 1 | 1 | 24 | 29 | −5  | 4   |
| Metalcom-Szentes  | 3   | 0 | 0 | 3 | 15 | 47 | −32 | 0   |

### Negyeddöntők
A negyeddöntőket 2016. november 26-a és december 3-a között rendezték meg.
| 1. csapat                    | Össz. | 2. csapat                 | 1. mérk. | 2. mérk. |
| ---------------------------- | ----- | ------------------------- | -------- | -------- |
| A-HÍD OSC Újbuda (I)         | 21–13 | BVSC-Zugló (I)            | 13–8     | 8–5      |
| ContiTech-Szeged Diapolo (I) | 16–18 | RacioNet Honvéd (I)       | 8–9      | 8–9      |
| ZF-Eger (I)                  | 26–18 | PannErgy-Miskolci VLC (I) | 16–7     | 10–11    |
| Szolnoki Dózsa-KÖZGÉP (I)    | 21–14 | FTC-PQS Waterpolo (I)     | 14–7     | 7–7      |

### Elődöntők
| 2016. december 17. 16:00 | A HÍD-OSC-Újbuda     | 6-9         | ZF-Eger          | Tüskecsarnok uszoda, Budapest Játékvezetők: Németh, Mucskai |
| 2016. december 17. 16:00 | (0-3, 2-2, 3-2, 1-2) |             |                  | Tüskecsarnok uszoda, Budapest Játékvezetők: Németh, Mucskai |
| 2016. december 17. 16:00 | Draško Brguljan 2    | Jegyzőkönyv | Erdélyi Balázs 3 | Tüskecsarnok uszoda, Budapest Játékvezetők: Németh, Mucskai |

| 2016. december 17. 17:45 | Szolnoki Dózsa-KÖZGÉP | 11-5        | RacioNet Honvéd | Tüskecsarnok uszoda, Budapest Játékvezetők: Székely, dr. Marosvári |
| 2016. december 17. 17:45 | (4-2, 3-3, 2-0, 2-0)  |             |                 | Tüskecsarnok uszoda, Budapest Játékvezetők: Székely, dr. Marosvári |
| 2016. december 17. 17:45 | Fülöp Bence 3         | Jegyzőkönyv | Fejős Róbert 3  | Tüskecsarnok uszoda, Budapest Játékvezetők: Székely, dr. Marosvári |

### Döntő
| 2016. december 18. 18:00 | ZF-Eger              | 4-10        | Szolnoki Dózsa-KÖZGÉP | Tüskecsarnok uszoda, Budapest Nézőszám: 800 Játékvezetők: dr. Molnár, Molnár P. |
| 2016. december 18. 18:00 | (0-1, 3-4, 1-2, 0-3) |             |                       | Tüskecsarnok uszoda, Budapest Nézőszám: 800 Játékvezetők: dr. Molnár, Molnár P. |
| 2016. december 18. 18:00 | négy játékos 1       | Jegyzőkönyv | Milan Aleksić 3       | Tüskecsarnok uszoda, Budapest Nézőszám: 800 Játékvezetők: dr. Molnár, Molnár P. |

| 2016. évi Férfi Vízilabda BENU Magyar Kupa |
| ------------------------------------------ |
| Szolnoki Dózsa-KÖZGÉP 5. cím               |